# USS Ability (PYc-28)
USS Ability (PYc-28) – jacht motorowy zakupiony przez United States Navy i − jako okręt patrolowy − przeznaczony do zwalczania okrętów podwodnych w czasie II wojny światowej.

## Przebieg służby
Został zbudowany w roku 1926 jako Reomar IV przez stocznię Defoe Boat and Motor Works w Bay City (Michigan), a w marcu 1942 roku odkupiony przez US Navy. Otrzymał nazwę Ability i numer burtowy PYc-28. Wszedł do służby 28 września 1942 roku, a jego dowódcą został ppor. Lloyd R. Walker.
Po krótkotrwałym przeszkoleniu załogi Ability został w listopadzie skierowany na wschodnie wody przybrzeżne Stanów Zjednoczonych, gdzie do zimy 1943 roku pełnił służbę patrolową. Od marca 1943 do września 1944 roku Ability służył w Szkole Sonarowej Floty (ang. Fleet Sonar School), w Key West na Florydzie, gdzie uczestniczył w ćwiczeniach walki z okrętami podwodnymi i patrolował okolice portu.
29 września 1944 roku okręt został wycofany z czynnej służby i przeniesiony do aktywnej rezerwy US Navy w Tompkinsville w stanie Nowy Jork. 1 października 1945 roku Ability został skreślony z listy floty, a 18 maja 1946 oddany na złom.